# 蒙苏埃
蒙苏埃（法語：Montsoué，法語發音：[mɔ̃swe]）是法国朗德省的一个市镇，属于蒙德马桑区。

## 地理
蒙苏埃（43°43'53"N, 0°30'24"W）面积17.98 平方千米，位于法国新阿基坦大区朗德省，该省份为法国西南部沿海省份，是法國本土面积第二大的省，北起吉倫特省，西临大西洋，南至大西洋比利牛斯省，东临热尔省，东北与洛特-加龍省接壤。
与蒙苏埃接壤的市镇（或旧市镇、城区）包括：埃尔-蒙屈布、法尔格、蒙加亚尔、圣瑟韦、萨拉济耶、维耶勒蒂尔桑。

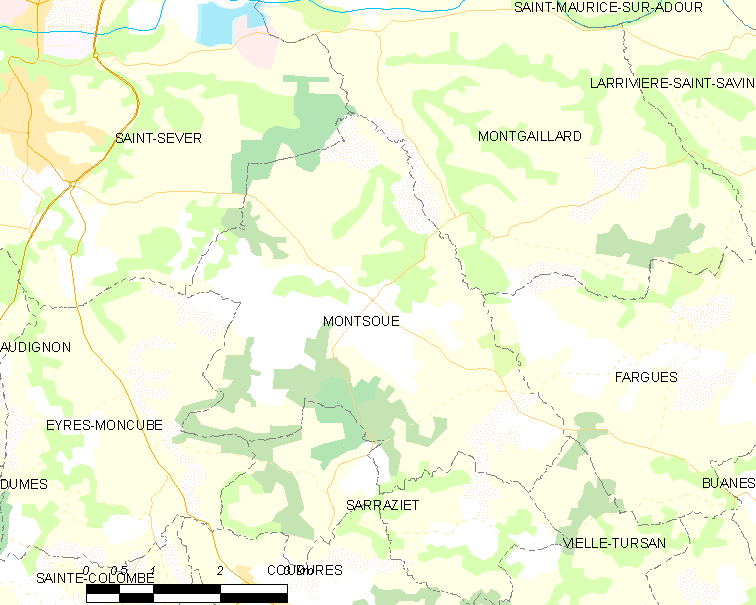
蒙苏埃的OSM定位图

蒙苏埃的时区为UTC+01:00、UTC+02:00（夏令时）。

## 行政
蒙苏埃的邮政编码为40500，INSEE市镇编码为40196。

## 政治
蒙苏埃所属的省级选区为沙洛斯-蒂尔桑县。

## 人口

1962-2008年间蒙苏埃人口变化图示

蒙苏埃于2022年1月1日时的人口数量为561人。